# Национальная мечеть Абуджа
Национальная мечеть Абуджа (англ. Abuja National Mosque) — национальная мечеть в Абудже, Нигерия. Была построена в 1984 году. Помещения мечети включают в себя: основной молельный зал, библиотеку, конференц-зал и религиозную школу.